# Народы Намибии
Народы Намибии — совокупность народов и других этнических общностей, проживающих на территории Намибии. Намибия является многонациональным государством, в стране насчитываются десятки различных народов, народностей, этнических и субэтнических групп.
Население Намибии составляет около 2,1 млн человек. Народы Намибии делятся на три группы, между которыми имеются большие расовые, лингвистические и хозяйственно-культурные различия:
- Коренные африканские народы, которые в свою очередь делятся на народы семьи банту и койсанские народы.
- Белых намибийцев — потомков европейских колонистов селившихся на территории Намибии с середины XIX века.
- Смешанных — особую расовую группу смешанного (европейского, африканского и азиатского) происхождения.

Банту составляют 80 % населения Намибии, в основном это народы овамбо (более 50 %), а также гереро (7 %). Койсанские народы — нама, составляют 5 % от населения страны и бушмены 3 %. 6,5 % приходится на смешанных — так называемых «цветных» (их большинство) и «бастеров» (живут в основном в общине, сосредоточенной вокруг города Рехобот к югу от Виндхука).
5,7 % населения составляют белые — потомки голландских, английских, португальских, французских и немецких колонистов (часть последних сохраняет немецкую культуру и язык).

## История

### Доколониальный период
Время заселения Намибии людьми точно не известно. Вероятнее всего, что первыми обитателями территорий нынешней Намибии были бушмены. Бушмены были организованы в небольшие племенные группы и занимались охотой и собиранием, при этом у каждой группы была своя территория. Фрагментарные данные археологии, лингвистики и устного творчества позволяют составить только приблизительную картину миграций племён до XIX века.
Приблизительно в XV веке на территории заселенные койсанскими народами с севера и востока начали вторгаться племена скотоводов банту. Они оттеснили бушменов и нама в глубь пустыни Калахари и к побережью Атлантического океана. Группы охотников и скотоводов постоянно перемещались в поисках пастбищ и воды, преодолевая огромные расстояния. На севере Намибии ситуация сложилась по-другому. Оседлые овамбо, которые мигрировали сюда из Центральной Африки, расселились вдоль рек Кунене и Окаванго и на расположенных между ними внутренних заливных равнинах. Так появились районы постоянных поселений, которые были разделены лесными массивами. В зависимости от природных условий в этих районах могли жить от нескольких сотен человек (на засушливом западе) до нескольких десятков тысяч человек (в более влажных северо-восточных районах), где появились «королевства», которые стояли над матрилинейными кланами и которые составили основу традиционной социально-экономической организации населения. В XVII веке Полоса Каприви входила в состав государства земледельцев Лози — Баротселенд.

### Колониальный период
Юго-западная часть Африки стала колонизироваться европейцами сравнительно поздно — лишь в 1878 году Великобритания присоединила Уолфиш-Бей к Капской колонии. В 1883 году немец Адольф Людериц выкупил побережье у одного из вождей племени нама — за 200 ружей и товаров стоимостью 100 фунтов стерлингов. По Занзибарскому договору всё побережье современной Намибии, исключая Уолфиш-Бей, отошло к Германии. Таким образом, были определены границы колонии Германская Юго-Западная Африка.
Немецкие власти поощряли приезд белых колонистов, занимавших земли местного населения. В начале 1904 года под руководством вождя Самуэля Магареро гереро подняли восстание, убив более сотни немецких поселенцев. Германия направила в Юго-Западную Африку 14 000 солдат во главе с генералом Лотаром фон Трота, который объявил, что все гереро должны быть изгнаны из страны. В битве при Ватерберге гереро потерпели тяжёлое поражение. Выжившие попытались добраться через Калахари в британское владение Бечуаналенд (ныне Ботсвана): Британия предоставила гереро убежище, взамен на прекращение восстания. По данным 1905 года, когда немцы провели первую перепись населения, в Юго-Западной Африке оставалось около 25 000 гереро, в основном женщины и дети. Они были помещены в концентрационные лагеря. Ко времени закрытия лагерей в 1908 году, по разным оценкам, было уничтожено от 50 до 80 % всех гереро. Вскоре после подавления восстания гереро против немцев выступили нама. Их лидерами были Хендрик Витбоой и Якоб Моренга. Боевые действия продолжались до марта 1907 года, когда было подписано мирное соглашение (хотя Моренга вёл партизанскую войну и позже). Оценки численности нама, погибших в ходе восстания, сильно колеблются: по всей видимости, их было около 40 000.
В ходе Первой мировой войны, в 1915 году, войска Южно-Африканского Союза захватили Намибию. 17 декабря 1920 года, согласно Версальскому договору, мандатом Лиги Наций территория Юго-Западной Африкой перешла под контроль Южно-Африканского союза.
После прекращения деятельности Лиги  Южно-Африканский Союз отказалась сдать мандат и продолжала контролировать эту территорию, установив там режим апартеида. Позднее ЮАР отказалась превратить Юго-Западную Африку в подопечную территорию Организации Объединённых Наций. Это привело к конфликту между правительством и местным южноафриканским движением за независимость, в частности — образованной в 1960 году СВАПО.
Южноафриканское правительство основало 10 бантустанов в Юго-Западной Африке в конце 1960-х и начале 1970-х годов по решению комиссии Одендаала, трём из которых было предоставлено самоуправление.
В 1966 году Генеральная Ассамблея ООН приняла резолюцию об отмене мандата ЮАР над Юго-Западной Африкой. В 1971 году Международный суд ООН объявил незаконным контроль Южноафриканской Республики над этим районом.

### Период независимости
После провозглашения независимости Намибии 21 марта 1990 года, количество белого населения страны стало резко сокращаться. Началась миграция белых намибийцев в страны Европы, США и ЮАР.